# Грибов, Юрий Тарасович
Ю́рий Тара́сович Гри́бов (22 июня 1925, с. Бугры, Нижегородская губерния — 16 августа 2018, Москва) — советский и российский писатель, очеркист, журналист, главный редактор газеты «Литературная Россия» (1973—1982), главный редактор газеты «Неделя» (1982—1986), секретарь Правления Союза писателей СССР (1986—1991).

## Биография
Юрий Тарасович Грибов родился в 1925 году в селе Бугры Нижегородского уезда (в настоящее время Дальнеконстантиновский район Нижегородской области). Отец — Тарас Иванович Грибов — из деревни Ушибиха Пучежского района Ивановской области. Мать — Екатерина Михайловна Шуваева — из села Бугры, где они и стали жить. В большой крестьянской семье Грибовых росло шесть детей, и Юрий был старшим. Окончил Речное училище в городе Балаково Саратовской области. Проходил стажировку на речных судах в Саратове. Там и узнал о начале войны.
В годы войны Юрий Грибов работал мотористом на волжских судах «Карелия» и «Якутия», затем добровольцем ушёл в армию. Окончил Энгельское пулеметное училище в городе Красноармейск Саратовской области, получил звание лейтенанта. Весной 1945 года получил назначение на фронт, командовал пулемётным взводом, а затем ротой. В составе 257-го стрелкового Варшавского полка 185-й стрелковой дивизии 1-го Белорусского фронта форсировал Одер, участвовал в боях за взятие Берлина. Закончил войну на Эльбе, где был свидетелем встречи советских и американских войск. Член ВКП(б) с 1945 года, в партию вступил на фронте, перед форсированием Одера.
После окончания боевых действий продолжил службу в составе Группы советских войск в Германии. Был назначен комендантом трёх населенных пунктов. Весной 1946 года военная часть, в которой он служил, была выведена на территорию СССР, в военный гарнизон Песочное (Песочные лагеря) под Костромой. В этом же году Юрий Тарасович женился.
Весной 1947 года дивизия была расформирована, и Юрий Тарасович был переведен служить сначала в Брянск, а потом, в 1948 году, в 4-е научно-испытательное управление Государственного Краснознаменного (ГК) НИИ ВВС, базировавшегося на аэродроме Чкаловский вблизи города Щёлково Московской области. Там он сперва командовал аэродромным взводом, а затем был назначен Начальником секретной части.
Юрий Грибов впервые стал печататься в дивизионной газете. Первый журналистский опыт был получен на передовой. Ещё раньше он начал писать стихи — в школе, в военном училище, на фронте, а здесь проявился журналистский талант. Сначала писал, можно сказать, для души, а потом обязали, при этом, не освободив от исполнения командирских обязанностей.
Но все изменилось в 1953 году — Юрия Тарасовича зачислили в штат газеты ВВС «Сталинский сокол». Так началась его карьера в качестве военного журналиста. Сперва он служил в Москве, в «Сталинском соколе», а с 1953 по 1955 был откомандирован в Румынию, где работал в газете группы войск в Румынии «Советский воин» в городах Констанца и Тимишоара.
После ухода из армии в запас, с 1955 года стал работать в Костроме, в областной газете «Северная правда» собкором, а с 1957 года заведующим отдела информации.
Закончил филологический факультет МГПИ им. В. И. Ленина в 1956 году.
Член Союза журналистов с 1957 года.
В 1962 году перешёл в газету «Советская Россия» — сперва работал собкором в Костроме, а с 1963 года переведен в Псков на должность собкора по Псковской, Новгородской и Калининской областям.
Член Союза писателей СССР с 1963 года.
В 1967 году был переведён в Москву, где стал спецкором газеты «Советская Россия», а в 1968 году утвержден в должности члена редколлегии, возглавил отдел литературы и искусства. Одновременно с этим был спецкором газеты «Правда». По заданию этих газет в качестве спецкора много ездил по стране, бывал в зарубежных командировках.
С 1973 по 1982 год был главным редактором газеты «Литературная Россия».
С 1982 по 1986 год был главным редактором газеты «Неделя» и заместителем главного редактора газеты «Известия».
В 1986 году был избран на должность секретаря Правления Союза писателей СССР, и занимал эту должность до 1991 года. Был ответственным за издательский сектор.
После распада СССР, а за ним и Союза писателей СССР, Юрий Тарасович стал сотрудничать с газетой «Красная звезда», и с 1993 года в течение 13 лет работал там штатным спецкором.
Большой читательский резонанс вызвали очерки Юрия Грибова о знаменитых людях России — военачальниках, писателях и деятелях культуры. В эти же годы он сотрудничал с газетой «Щит и меч» МВД РФ и журналом «Преступление и наказание» ФСИН России.
Кавалер пяти орденов, подполковник в отставке. Член Союза писателей России.
Был женат. Жена — Антонина Александровна Грибова (15 июня 1923 — 21 сентября 1998). Они познакомились в Костроме, когда Юрий служил там в военном гарнизоне Песочное. Свадьба состоялась 25 июля 1946 года. Вместе они прожили 52 года. Сын — Владимир (род. 15 июня 1948 года) — писатель и журналист, полковник внутренней службы в отставке.

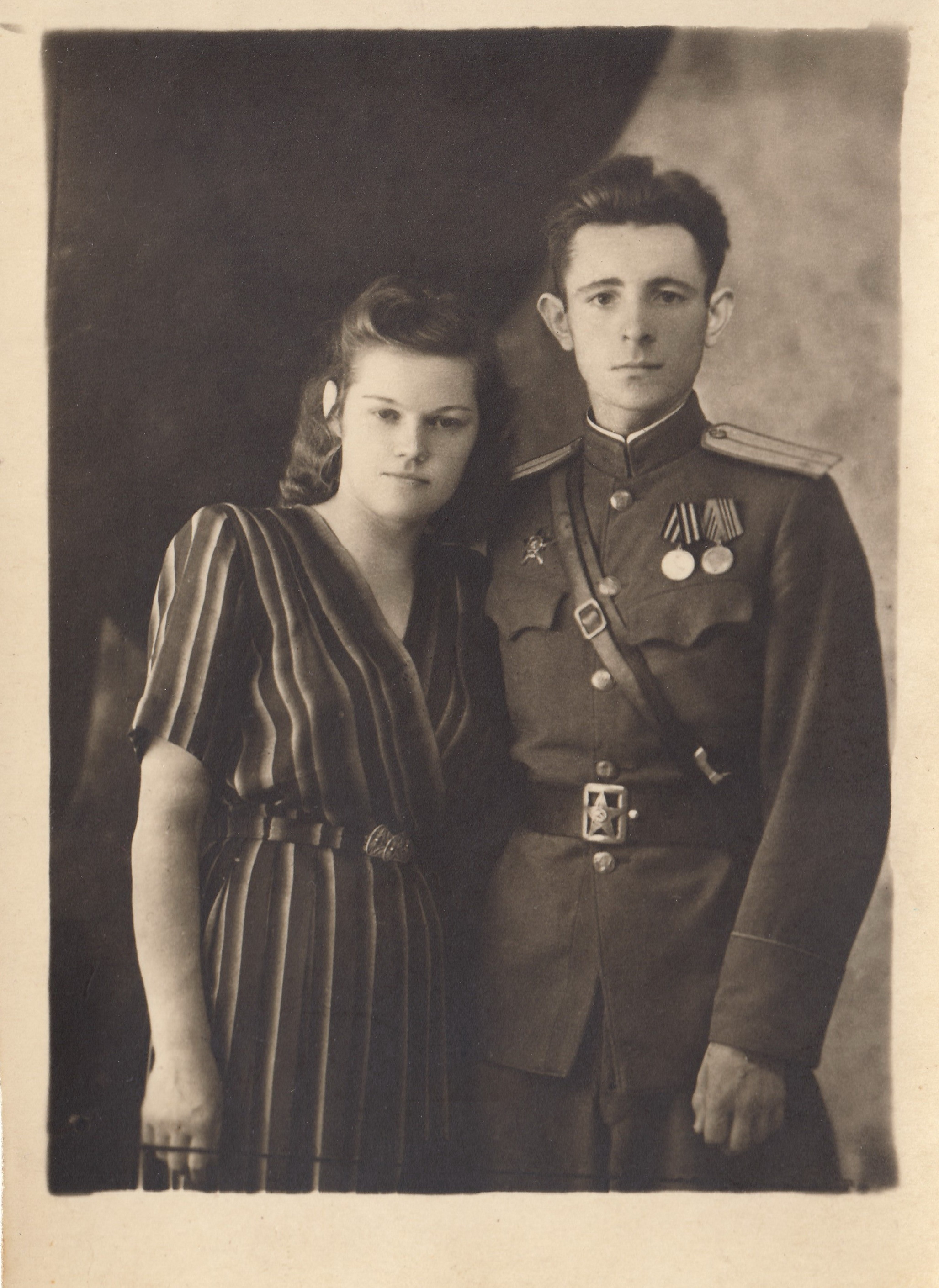
Юрий Грибов с женой Антониной, 1947 г.

Похоронен на кладбище «Ракитки» в Москве,  на участке №10, в одной могиле с  женой.

## Творчество
Юрий Тарасович — автор более тридцати книг. В центре его творчества всегда стоят реальные люди, встречи с которыми происходили во время многочисленных поездок по городам и сёлам России. Его произведения правдивы, актуальны по своему общественному звучанию, глубоко проникают в суть проблемы, и вместе с тем пронизаны поэзией русской природы и написаны необыкновенно живым языком. В них он размышляет о людях, о судьбах, показывает силу и стойкость характера русского человека, его мужество, героизм и нравственное величие.
Великая Отечественная война остается одной из главных тем для писателя. Ей посвящены произведения «Севернее Берлина», «Тайна старой мельницы», «Полковничья роща» и ряд других. За них он стал Лауреатом премии «Золотой венец Победы». За работу в редколлегии серии книг «Живая память», и опубликованные в ней очерки, был награждён почётным званием «Золотое перо России».

## Книги писателя
- «На важном посту» Кострома, Кн. изд-во, 1956.
- «Передовой льновод» Кострома, 1956.
- «Жизнь одной семьи» Кострома, Кн. изд-во, 1957.
- «Дорогой мужества» Кострома, Кн. изд-во, 1959.
- «Над Иленкой загорается свет» Кострома, 1960.
- «След на земле» Кострома, Кн. изд-во, 1961.
- «Сильнее смерти» Кострома, Кн. изд-во, 1961.
- «Дуплетом, огонь!» Кострома, Кн. изд-во, 1962.
- «Рубиновые серьги» Л., Лениздат, 1966.
- «Тихие острова» М., Правда, 1969.
- «Журавлиная стая» М., «Советская Россия», 1971.
- «Тайна старой мельницы» М., «Правда», 1971.
- «Капель» Ярославль, Верх.-Волж. кн. изд-во, 1973.
- «Тайна старой мельницы» М., «Воениздат», 1973.
- «Пора зарниц и облаков» М., «Советская Россия», 1973.
- «Тёплые ключи» М., Правда, 1974.
- «Сороковой бор» М., «Советская Россия», 1975.
- «Сороковой бор» М., Художественная литература, 1975 (Роман-газета).
- «Поездка в Тобурданово» М., «Советская Россия», 1976.
- «Семь домов у Кунь-горы…» М., «Современник», 1976.
- «Смоленские дороги» М., Правда, 1976.
- «Ветка ивы» М., Правда, 1977.
- «Слово о Прасковье Малининой» М., Малыш, 1977.
- «Перелом лета» М., «Московский рабочий», 1979.
- «Высоковские старики» М., «Советская Россия», 1979.
- «Таёжный мёд» М., Правда, 1979.
- «Мой дедушка — егерь» М., Малыш, 1980.
- «Полковничья роща» М., Воениздат, 1980.
- «Поклон хлебу» М., Правда, 1981.
- «Контеевские вечера» М., «Советская Россия», 1982.
- «Сельский двор» М., Правда, 1982.
- «Когда встает солнце» М., «Современник» 1983.
- «Бредень в мелкую ячейку» М., Правда, 1984.
- «Ржаной хлеб» М., «Советская Россия» 1986.
- «Праздник в Усолье» М., «Молодая гвардия» 1986.
- «Севернее Берлина» М., «ДОСАФ» 1987.
- «Весна в Житневе» М., Правда, 1987.
- «Шесть соток рая» М., Советская Россия, 1989.
- «Слово солдата Победы» (сборник) М., Патриот, 2011.
- «Мой дедушка егерь» М., «НИГМА» 2015.

## Награды и звания
- Орден Красной Звезды (28.04.1945[17])
- Орден Отечественной войны 2-й степени (06.11.1985[18])
- Медаль «За боевые заслуги»
- Медаль «За взятие Берлина» (30.03.1946)
- Медаль «За победу над Германией в Великой Отечественной войне 1941—1945 гг.» (30.03.1946)
- Знак «Гвардия»
- Юбилейная медаль «Двадцать лет Победы в Великой Отечественной войне 1941—1945 гг.»
- Юбилейная медаль «Тридцать лет Победы в Великой Отечественной войне 1941—1945 гг.»
- Юбилейная медаль «Сорок лет Победы в Великой Отечественной войне 1941—1945 гг.»
- Юбилейная медаль «50 лет Победы в Великой Отечественной войне 1941—1945 гг.»
- Юбилейная медаль «60 лет Победы в Великой Отечественной войне 1941—1945 гг.»
- Юбилейная медаль «70 лет Победы в Великой Отечественной войне 1941—1945 гг.»
- Знак «Почётный ветеран Москвы»
- Знак «Фронтовик 1941—1945»
- Орден «Знак почета» (23.03.1976)
- Орден Трудового Красного Знамени (02.06.1981)
- Орден Дружбы народов (16.11.1984)
- Медаль «В память 850-летия Москвы»
- Заслуженный работник культуры РСФСР (05.11.1967)[19]
- Медаль «Генералиссимус Александр Суворов», — решение Правления Союза писателей баталистов и маринистов от 22 июня 2010 г.
- Почётный знак «Честь Достоинство Профессионализм» Союза Журналистов России (12.02.2010)
- Почётный знак «За заслуги перед профессиональным сообществом» Союза Журналистов России (05.03.2010)
- Лауреат премии СП СССР им. М.Шагинян 1983.
- Лауреат Форума «Общественное признание» 2003.
- Лауреат Литературно-общественной премии «„Золотая осень“ им. С. А. Есенина» 2009.
- Лауреат Всероссийской премии «Золотой венец Победы» 2010.
- Лауреат премии «Золотое перо России».